# Ljubinci
Ljubinci (izvirno srbsko Љубинци) je naselje v Srbiji, ki upravno spada pod Občino Aleksandrovac; slednja pa je del Rasinskega upravnega okraja.

## Demografija
V naselju živi 261 polnoletnih prebivalcev, pri čemer je njihova povprečna starost 43,7 let (41,8 pri moških in 45,7 pri ženskah). Naselje ima 94 gospodinjstev, pri čemer je povprečno število članov na gospodinjstvo 3,43.
|  |

| Demografija | Demografija     | Demografija     |
| Leto        | Št. prebivalcev | Št. prebivalcev |
| ----------- | --------------- | --------------- |
|             |                 |                 |
|             |                 |                 |
|             |                 |                 |
|             |                 |                 |
| 1948        | 469             |                 |
| 1953        | 505             |                 |
| 1961        | 492             |                 |
| 1971        | 430             |                 |
| 1981        | 361             |                 |
| 1991        | 371             | 368             |
| 2002        | 328             | 323             |
|             |                 |                 |

| Etnična sestava po popisu iz leta 2002 | Etnična sestava po popisu iz leta 2002 | Etnična sestava po popisu iz leta 2002 | Etnična sestava po popisu iz leta 2002 | Etnična sestava po popisu iz leta 2002 |
| -------------------------------------- | -------------------------------------- | -------------------------------------- | -------------------------------------- | -------------------------------------- |
| Srbi                                   | Srbi                                   |                                        | 320                                    | 99,07%                                 |
| Hrvati                                 | Hrvati                                 |                                        | 2                                      | 0,61%                                  |
| Muslimani                              | Muslimani                              |                                        | 1                                      | 0,30%                                  |